# STEREO

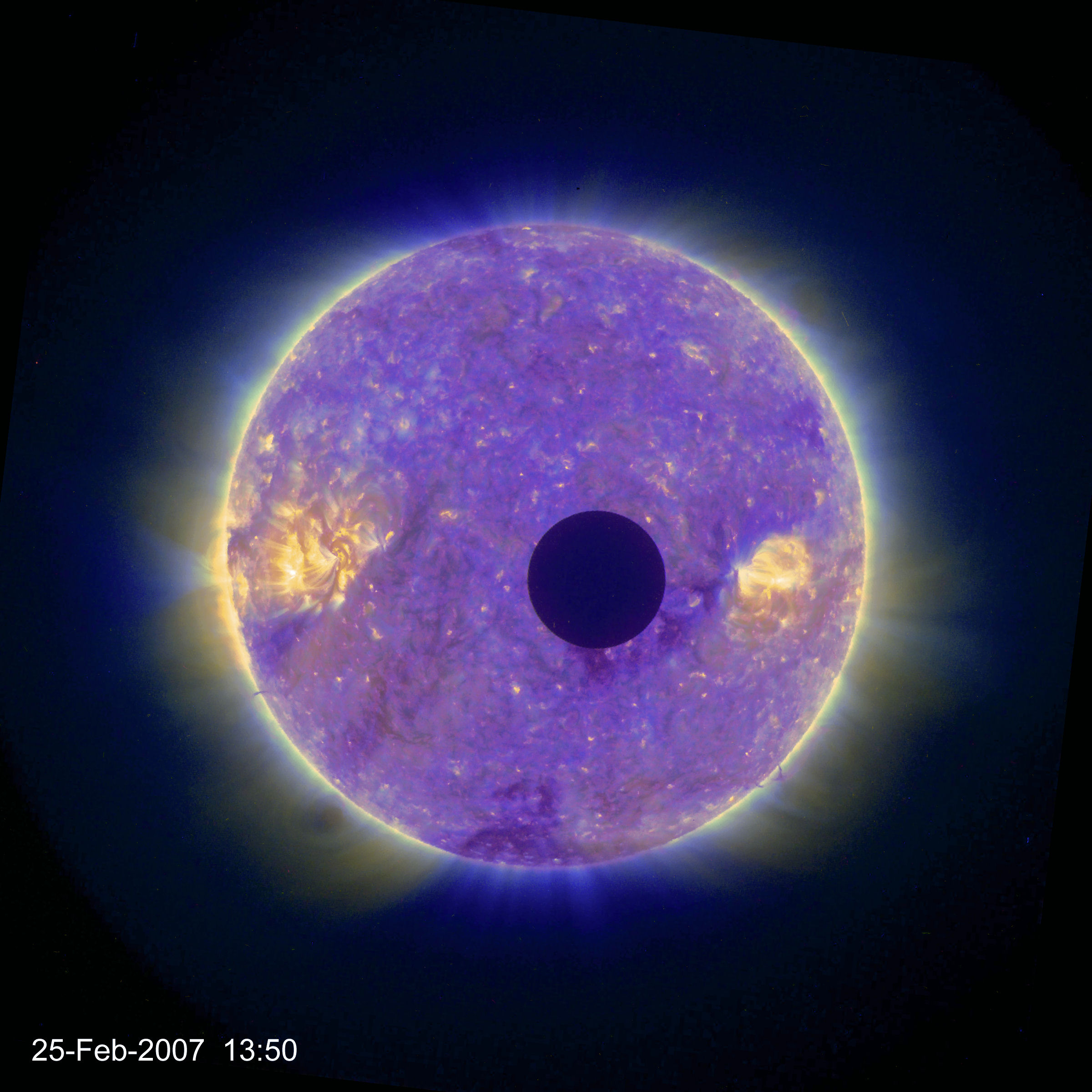
A Hold a Nap előtt STEREO-ból nézve

A STEREO (Solar-TErrestrial RElations Observatory) amerikai űrszonda-páros, amelyet a NASA indított a Nap-Föld kölcsönhatást részletes vizsgálatára.  Jelenlegi látószögük a Nap két ellentétes oldalán lehetővé teszi, hogy a kutatók egyszerre vizsgálják a csillag egész felszínét.  A szondák megfigyelései révén a kutatók első alkalommal tudtak végigkövetni egy koronaanyag-kidobódás (CME) eseményt, a Napból való kiindulásától a Földdel történt találkozásáig.  A szondák adatai azt is felfedték, hogy a Napból érkező energikus részecskék sokkal szélesebb tartományban terjednek szét az űrben, mint korábban hitték.

## Küldetés
A két űreszközt 2005. november 9-én juttatták el a Johns Hopkins Egyetem Alkalmazott Fizikai Laboratóriumától a Goddard Űrközpontba az indításra való előkészítéshez. Ellipszis alakú geocentrikus pályára állították 2006. október 26-án, amelynek apogeuma a Hold távolságában volt. Két hónap elmúltával megközelítették a Holdat és gravitációs hintamanővert hajtottak végre. Az egyik szonda (B szonda) ekkor állt heliocentrikus pályára a Föld pályáján kívül, a másik szonda (A szonda) még egy hasonló manőver után állt pályára a Föld pályáján belül. Az A szonda 347 nap alatt végez egy keringést, a B szonda 387 nap alatt. Évi 22°-kal távolodnak a Földtől, L4 és L5 Lagrange-pontokat 2009 szeptemberében érték el.
2008 decemberében először sikerült egy koronakitörés mozgását úgy megfigyelniük, hogy a hozzá kapcsolódó mágneses vihart is előre jelezzék. A bolygóközi porral kapcsolatban is fontos megfigyeléseket végeztek. 2009 áprilisában először készített a szondapáros háromdimenziós képet egy koronakitörésről.

## Műszerek
A szondák kamerákat, részecske műszereket és rádiódetektorokat visznek magukkal. A négy műszer:
- SECCHI - Öt kamerából és koronagráfból álló képalkotó műszer
- IMPACT - A nagy energiájú részecskéket vizsgáló műszer
- PLASTIC - A plazma részecskéit vizsgáló műszer
- S/WAVES - A rádiótartományban érzékeny műszer